# Louhossoa
Louhossoa – miejscowość i gmina we Francji, w regionie Nowa Akwitania, w departamencie Pireneje Atlantyckie.
Według danych na rok 1990 gminę zamieszkiwało 521 osób, a gęstość zaludnienia wynosiła 71 osób/km² (wśród 2290 gmin Akwitanii Louhossoa plasuje się na 698. miejscu pod względem liczby ludności, natomiast pod względem powierzchni na miejscu 1254.).